# Mario Attems
Mario Attems grof Svetokriški (Trst, 1862. — Gorica, 1947.), visoki austrijski državni dužnosnik u Hrvatskoj. Obnašao je dužnost namjesnika Dalmacije.

## Životopis
Rođen u Trstu. Rodom iz grofovske obitelji iz Vipavskeg Križa kod Ajdovščine, pa ukorijenjene u Gorici. U tom se gradu počeo školovati. U Beču je završio vojnu akademiju. U upravnoj je službi od 1889. godine. Tri godine poslije prešao je u ministarstvo unutarnjih poslova gdje je tri godine radio u Odsjeku za Dalmaciju i Austrijsko primorje. Nakon toga otišao je u lokalnu upravu. Bio je kotarski poglavar u Austriji (Linz) te u Sloveniji (Ptuj i Maribor). Rujna 1911. odlazi na dužnost u Dalmaciju. Prvo je bio dopredsjednik Namjesništva u Zadru. Od početka sljedeće godine obnaša dužnost namjesnika Dalmacije. Na dužnosti je ostao do kraja rata. Attemsovu upravu neki su povjesničari okarakterizirali zlosiljem s obzirom na policijsko praćenje i interniranje projugoslavenski orijentiranih državljana, dok neki navode primjere njegove odgovorne skrbi za stanovništvo.